# Francis Barros

## Histórico
Francis Barros nasceu na cidade de Porto Alegre, no estado brasileiro do Rio Grande do Sul. Seus pais - Mario Barros, violonista e compositor famoso na região, e Anete Ferreira Pankowski - ao perceberem o interesse de Francis e do irmão mais novo, Juliano Barros, oportunizaram o ingresso de ambos no programa de iniciação aeronáutica (D.I.A) do Aeroclube do Rio Grande do Sul (ARGS). Juliano, após ter sido formado pelo Aeroclube do Rio Grande do Sul e recebido instrução de acrobacias aéreas através do irmão, tornou-se comandante e instrutor de Boeing 737 e piloto de show aéreo, e atualmente possui mais de 11 mil horas de voo, sendo qualificado em treinamento avançado de biplanos na escola americana Wingover Aerobatics, de propriedade do famoso piloto, construtor e instrutor acrobático Steve Wolf, que possui mais de 45 anos de experiência de ensino aeronáutico.

## Formação
Francis foi aluno do Colégio Militar de Porto Alegre entre os anos de 1988 a 1994, chegando ao posto de tenente coronel aluno e tendo comandado o batalhão escolar. Em sua formação aeronáutica, graduou-se e atuou como instrutor de planador, de avião e de acrobacias, fazendo parte da esquadrilha civil Tchê Connection no comando da aeronave francesa Cap10B, juntamente com um dos ícones de aviação brasileira, o comandante Sérgio Fraga Machado.

## Piloto de linha aérea
Francis Barros possui mais de 15 mil horas de voo. Profissionalmente foi comandante, instrutor e checador de uma das grandes companhias de transporte aéreo brasileira, a extinta Avianca Brasil (Oceanair), operando aeronaves Airbus A330 em transporte de carga e de passageiros. Foi responsável pela elaboração de muitos projetos internos e pelas conduções de inúmeros voos históricos da empresa, como a inauguração dos trajetos Brasil/Estados Unidos e Brasil/Chile. Após a falência da mesma, voou no grupo Latam como Comandante de aeronaves da família A320 narrow body. Com a crise mundial do Covid19, Francis foi convidado a auxiliar na implantação da aeronave Airbus A330-800Neo na empresa Uganda Airlines. Lá atuou como instrutor e examinador credenciado pela autoridade Ugandense UCAA. Após a conclusão da implantação, Francis voou o icônico Boeing 747, o famoso “Jumbo”, como primeiro oficial da empresa AtlasAir. Hoje Francis voa para uma das maiores empresas aéreas do mundo como piloto da família A320 narrow bodies.

## Acrobacia aérea
Além de atuar como piloto de linha aérea, Francis Barros é piloto de acrobacias. Compete em campeonatos nacionais e internacionais da categoria unlimited, a mais complexa e desafiante do esporte. Francis Barros treina em diversos países do mundo. Teve como principal base no passado o Aeroclube do Rio Grande do Sul, onde executou suas performances a bordo da aeronave russa Sukhoi SU31, com motor radial de 9 cilindros de 360 hp projetada para atingir 450 km/h e suportar cargas de 20 vezes a força da gravidade, tanto positiva como negativa. Esta aeronave possui razão de giro de 360° por segundo e é extremamente precisa, o que a fez ser escolhida como ferramenta de muitos vencedores de campeonatos mundiais. Hoje treina e compete na famosa e imbatível aeronave Extra330SC, o maior rival da aeronave russa Sukhoi.

## Piloto de show aéreo
Como piloto de show aéreo, suas performances fizeram com que se apresentasse em diversos países como Argentina, Estados Unidos, Uruguai e UEA. Fez parte de um seleto grupo de pilotos que são capazes de executar o rolling looping, uma manobra que consiste na mixagem de um looping com um tunô ao mesmo tempo. Sua maior apresentação foi para o público brasileiro durante a etapa carioca do Redbull Airrace, onde mais de meio milhão de pessoas assistiram ao seu show e perderam o fôlego com a execução da sequência com transição de parafusos positivos e negativos que impressionaram a todos.

## Competições aéreas
Como competidor aéreo, Francis Barros atuou em duas modalidades:

### Redbull Airrace
Na Redbull, Francis Barros atuou por dois anos (2015/2016) competindo em diversos países e utilizando a aeronave alemã da marca Extra 330LX. Voando a quase 400 km/h a poucos metros do chão, executava curvas e reversões com cargas de até 10 vezes a gravidade (a chamada força G). O Redbull Airrace foi um dos esportes mais rápidos executado pelo homem e sem dúvida, um dos mais desafiadores. Suas etapas funcionaram como um rali onde a performance do piloto em cada circuito é uma corrida contra o relógio. A Red Bull procurava pilotos com experiência prévia em acrobacia e demonstração aérea, basicamente ex-pilotos de caças militares e campeões de acrobacia aérea. O participante precisava ser reconhecido em uma dessas duas atividades para ser convidado para a seleção da Red Bull onde se obtém a chamada Challenger Super License, que o habilita para a categoria inicial e, com o tempo, caso seja selecionado, promovido para o treinamento da chamada Master Super License.

### Acrobacia aérea de precisão
Já nas competições de acrobacia de precisão, Francis Barros possui cinco títulos nacionais, sendo campeão seguido por quatro anos consecutivos - 2013/2014/2015/2016. Seu quinto título veio em 2018. Possui inúmeros feitos, como em 2015, na França, quando obteve o melhor desempenho já registrado até hoje por um brasileiro em um mundial da classe Unlimited (obteve a 5ª posição na sequência know e a 17ª posição geral na categoria masculino). No campeonato nacional americano da categoria Unlimited de 2012 recebeu o prêmio de "Piloto estrangeiro com maior número de pontos", entre outros. Francis Barros teve diversos treinadores, entre eles Sérgio Fraga Machado, Fernando Paes de Barros, Sergei Boriak (nascido no Cazaquistão e membro da seleta equipe de acrobacia da URSS) e Claude ‘Coco’ Bessiere, campeão mundial de 1990 (seu atual treinador).

## CBA - Comitê Brasileiro de Acrobacia Aérea
Seu envolvimento com a acrobacia vai além da competição. Francis Barros é um dos fundadores do Comitê Brasileiro de Acrobacia e Competições Aéreas (CBA), entidade maior da acrobacia nacional brasileira responsável por organizar o campeonato nacional, fomentar campeonatos regionais e desenvolver a cultura de segurança de voo nas atividades que o comitê representa. Atuava fortemente na entidade e ainda colabora com muitos parceiros do cenário aeronáutico nacional, como por exemplo a Agência Nacional de Aviação Civil - ANAC e o esquadrão de demonstração aérea nacional, mundialmente conhecida como Esquadrilha da Fumaça.

## Entusiasta da acrobacia aérea
Incentivador do esporte, Francis Barros atua como treinador e coach de pilotos de acrobacia e de show aéreo em todo o mundo. Auxilia eventualmente a famosa campeã americana Patty Wagstaff como instrutor em sua escola www.pattywagstaff.com. Seu site oficial é http:// www.francisbarros.com e sua página no Facebook é https:// www.facebook.com/barrosaerobatics/ . Seu instagram é francis_barros_aerobatics .